# Liste der Kulturdenkmale in Tornesch
In der Liste der Kulturdenkmale in Tornesch sind alle Kulturdenkmale der schleswig-holsteinischen Stadt Tornesch (Kreis Pinneberg) und ihrer Ortsteile aufgelistet (Stand: 10. März 2025).

## Legende
In den Spalten befinden sich folgende Informationen:
- Objekt-ID: die Nummer des Kulturdenkmales
- Lage: die Adresse des Kulturdenkmales und die geographischen Koordinaten. Kartenansicht, um Koordinaten zu setzen. In der Kartenansicht sind Kulturdenkmale ohne Koordinaten mit einem roten Marker dargestellt und können in der Karte gesetzt werden. Kulturdenkmale ohne Bild sind mit einem blauen Marker gekennzeichnet, Kulturdenkmale mit Bild mit einem grünen Marker.
- Offizielle Bezeichnung: Bezeichnung des Kulturdenkmales
- Beschreibung: die Beschreibung des Kulturdenkmales
- Bild: ein Bild des Kulturdenkmales

## Bauliche Anlagen
| Objekt-ID      | Lage                                             | Offizielle Bezeichnung       | Beschreibung | Bild                             |
| -------------- | ------------------------------------------------ | ---------------------------- | --- | -------------------------------- |
| 25098 Wikidata | Esinger Straße 102 (53° 41′ 23″ N, 9° 43′ 24″ O) | Esinger Schule mit Kirchsaal | Schulbau; 1905/06; dreiflügeliger, zweigeschossiger Backsteinbau mit Satteldächern und historistischer Formensprache, Saal im Nordflügel ursprünglich sakral genutzt Begründung: geschichtlich, städtebaulich Schutzumfang: gesamtes Objekt Denkmaltyp: Bauliche Anlage | weitere Fotos \| Fotos hochladen |
| 25130 Wikidata | Hörnweg 7 (53° 42′ 30″ N, 9° 44′ 36″ O)          | Ehemalige Schule Ahrenlohe   | Eingeschossiger Backsteinbau mit ausgebautem Drempelgeschoss über winkelförmigem Grundriss mit zwei Klassenräumen und zwei Lehrerwohnungen, Satteldach; Nebengebäude, kleiner Backsteinbau mit Satteldach; 1882 errichtet, 1897 erweitert, 1969 wurde der Schulbetrieb eingestellt. 1989 Sanierung; 2017–2018 weitere Sanierung und Umbau zum Kulturzentrum. Begründung: geschichtlich, städtebaulich Schutzumfang: ehem. Schule Ahrenlohe, Nebengebäude Denkmaltyp: Bauliche Anlage | Fotos hochladen                  |
| 8557 Wikidata  | Riedweg 3 (53° 41′ 7″ N, 9° 43′ 33″ O)           | Haupthaus                    | Reetgedecktes Zweiständer-Fachhallenhaus in Form eines Durchfahrtshauses – Baujahr 1738 – Angebauter Kuhstall von 1906. Seit 1998 Heimathaus (Kulturzentrum) der Stadt Tornesch. – Kulturdenkmal von besonderer Bedeutung. Eingetragen Band H Blatt 79. Alteintragung (Aktualisierung vorgesehen) - Begründung: Alteintragung (Aktualisierung vorgesehen) - Schutzumfang: Alteintragung (Aktualisierung vorgesehen) - Denkmaltyp: Bauliche Anlage                                    | Fotos hochladen                  |
| 10746 Wikidata | Riedweg 3 (53° 41′ 8″ N, 9° 43′ 37″ O)           | Dreiständerscheune           | Freistehende reetgedeckte Scheune vom Hof Ostermann (Hofstelle Nr. 4, Esingen) – Dreiständerbau mit Bohlenwänden und Vollwalm. – Baujahr um 1800 – Kulturdenkmal von besonderer Bedeutung. Alteintragung (Aktualisierung vorgesehen) - Begründung: Alteintragung (Aktualisierung vorgesehen) - Schutzumfang: Alteintragung (Aktualisierung vorgesehen) - Denkmaltyp: Bauliche Anlage                                                                                                 | Fotos hochladen                  |
| 10747 Wikidata | Riedweg 3 (53° 41′ 6″ N, 9° 43′ 34″ O)           | Feldsteinbrunnen             | Lage: südlich des Haupthauses. Alteintragung (Aktualisierung vorgesehen) - Begründung: Alteintragung (Aktualisierung vorgesehen) - Schutzumfang: Alteintragung (Aktualisierung vorgesehen) - Denkmaltyp: Bauliche Anlage | Fotos hochladen                  |
| 10748 Wikidata | Riedweg 3 (53° 41′ 7″ N, 9° 43′ 35″ O)           | Torfsodenbrunnen             | 3,40 m tiefer Brunnenschacht aus Torfsoden, Innendurchmesser 80 cm. Torfsoden im Verband gelegt, teilweise keilförmig zugeschnitten. Basis des Brunnens aus Rollsteinen, ca. 40 cm starke Packung. Lage: östlich des Haupthauses. Alteintragung (Aktualisierung vorgesehen) - Begründung: Alteintragung (Aktualisierung vorgesehen) - Schutzumfang: Alteintragung (Aktualisierung vorgesehen) - Denkmaltyp: Bauliche Anlage                                                          | Fotos hochladen                  |

## Ehemalige Kulturdenkmale
Bis zum Inkrafttreten der Neufassung des schleswig-holsteinischen Denkmalschutzgesetzes am 30. Januar 2015 waren in der Gemeinde Tornesch nachfolgend aufgeführte Objekte als Kulturdenkmale gemäß §1 des alten Denkmalschutzgesetzes (DSchG SH 1996) geschützt:
| Objekt-ID | Lage                                                | Offizielle Bezeichnung                   | Beschreibung | Bild                             |
| --------- | --------------------------------------------------- | ---------------------------------------- | --- | -------------------------------- |
|           | Hamburger Straße 10 (53° 41′ 47″ N, 9° 43′ 0″ O)    | Hallenhaus                               | Tornesch, Abschiedshaus Siemsen – Foto 2008 Baujahr: 1810 – Abriss: 2013, Das reetgedeckte Zweiständer-Fachhallenhaus wurde 1810 erbaut. Obwohl es als Kulturdenkmal eingetragen war, wurde es 2013 abgebrochen. Es war das Abschiedshaus (Altenteilhaus) des älteren Jürgen Siemsen, eines der beiden Abschiedshäuser des Tornescher Hofs. Auf dem Hausbalken über dem zugemauerten Scheunentor war folgende Inschrift erhalten: Wer Gott vertrut hat wol gebaut – im Himmel und auf Erden – Jürgen Siemsen – Anna Catrina Siemsen – Anno 1810 – den 2. Juni. Teile der Inneneinrichtung (Paneelwand mit Alkoven) sind im Museum Mölln-Hof ausgestellt. | weitere Fotos \| Fotos hochladen |
| Wikidata  | Jürgen-Siemsen-Straße (53° 41′ 47″ N, 9° 42′ 29″ O) | Kirche                                   | Baujahr: 1960. Der Bau besteht im Wesentlichen aus einem rechteckigen Kirchenschiff mit Satteldach, das im Altarbereich beiderseits einen Einschnitt aufweist. Betonglasfenster und weitere, hell gestrichene Betonelemente lockern die Backsteinwände auf. Die Seitenfenster sind durch schräge Einschnitte der Seitenwand so angeordnet, dass ihr Licht zum Altar hin einfällt. | weitere Fotos \| Fotos hochladen |
|           | Ahrenloher Straße 120 (53° 42′ 15″ N, 9° 44′ 1″ O)  | Hallenhaus                               | Haupthaus des Hofs Meyer (Hof 44, nach Erdbuch von 1788). Im 19. Jahrhundert errichtetes Zweiständer-Fachhallenhaus mit Reetdach. Um 1880 wurde ein Kuhstall im Baustil der Gründerzeit angebaut, um 1900 folgte ein Schweinestall. Das Gebäude wurde 1987 denkmalgerecht restauriert. | Fotos hochladen                  |
|           | Alte Bundesstraße ()                                | Kopfsteinpflasterbereich                 | Reste erhalten, 2013 durch eine neue Asphaltdecke zerstört | Fotos hochladen                  |
|           | Am Goldenen Stern (53° 41′ 18″ N, 9° 43′ 55″ O)     | Kopfsteinpflasterbereich                 | | Fotos hochladen                  |
|           | Am Schützenplatz 1 (53° 41′ 24″ N, 9° 43′ 23″ O)    | Schulgebäude                             | Die Schule wurde 1906 erbaut. Es handelt sich um einen Backsteinbau im neugotischen Baustil. Der hufeisenförmige Grundriss ist so ausgerichtet, dass zwei Giebel zur Straße zeigen. Im rechten Trakt befand sich der Esinger Kirchensaal. | Fotos hochladen                  |
|           | Esinger Straße 90 (53° 41′ 28″ N, 9° 43′ 16″ O)     | Wohnhaus                                 | Die Villa wurde 1901 vom Bauern und Gemeindevorsteher Wilhelm Sander im Stil des Historismus erbaut. Die Grundform war durch ein Risalit zur Straßenseite und einen turmartigen Anbau an der Südwestecke gegliedert. Zur Straße hin war die Fassade mit gelbrotem Backstein verblendet, aufgelockert durch dunklere Zierstreifen. Die Seitenwände wiesen auch verputzte Flächen auf. Das Haus wurde 2014 abgerissen. | Fotos hochladen                  |
|           | Esinger Weg 46 (53° 41′ 15″ N, 9° 42′ 29″ O)        | Wohngebäude, ehemaliges Baumschulgebäude | Ehemaliges Wohn-, Büro- und Wirtschaftsgebäude der Firma „Tornescher Baumschulen G.m.b.H.“, Baujahr: 1921, Der rechteckige Baukörper mit Krüppelwalmdach ist aufgelockert durch einen Zwerchgiebel über dem Hauseingang. Auffällig ist der aus dem Erdboden hoch aufragende Keller, der als Wirtschaftskeller der Baumschule genutzt wurde. Seit einem Umbau und einer Renovierung in den Jahren 1985/86 wird das Gebäude als Wohnhaus genutzt. | Fotos hochladen                  |
|           | Hafenstraße ()                                      | Kopfsteinpflasterbereich                 | | Fotos hochladen                  |
|           | Hafenstraße 1 (53° 41′ 6″ N, 9° 43′ 43″ O)          | Hallenhaus                               | Reetgedecktes Zweiständer-Fachhallenhaus des ehemaligen Hofs Eggers (Hof 25 nach Erdbuch von 1788). Nach einem Brand im Jahr 1871 wurde beim Wiederaufbau die vordere Hauswand wieder verwendet. Um 1800 befand sich schon eine Schankwirtschaft in dem Gebäude. 1975 wurde der alte „Lindenkrug“ aufgegeben. In den 1990er Jahren baute man das gesamte Erdgeschoss zur Gastwirtschaft um. | Fotos hochladen                  |
|           | In de Hörn ()                                       | Kopfsteinpflasterbereich                 | | Fotos hochladen                  |
|           | Prisdorfer Weg 6 (53° 42′ 47″ N, 9° 45′ 5″ O)       | Kate                                     | Reetgedeckte Kate mit Halbwalm (Hof 68, nach Erdbuch von 1788). Jetzt wird sie als reines Wohnhaus genutzt, ursprünglich vereinte sie Wirtschafts- und Wohnteil unter einem Dach. Hier ist nicht der ursprüngliche Standort des Gebäudes. Im 19. Jahrhundert hat man die Kate von Ellerhoop nach Ahrenlohe umgesetzt (Information aus der Homepage der Stadt Tornesch). | Fotos hochladen                  |
|           | Riedweg 1 (53° 41′ 9″ N, 9° 43′ 34″ O)              | Hallenhaus mit Scheune                   | Hof Sternberg – Haupthaus – Baujahr: 1858. Reetgedecktes Zweiständer-Fachhallenhaus von 1858, an das um 1900 ein Kuhstall angebaut wurde. 1910 entstand zusätzlich ein Schweinestall als separates Gebäude. Zum Hof gehört außerdem eine reetgedeckte Wandständerscheune mit senkrechter Bohlenschalung, die aus Teilen des 1858 abgebrannten Vorgängerbaus entstanden ist. | Fotos hochladen                  |